# UFC Fight Night: Machida vs. Romero
UFC Fight Night: Machida vs. Romero è stato un evento di arti marziali miste tenuto dalla Ultimate Fighting Championship svolto il 27 giugno 2015 all'Seminole Hard Rock Hotel and Casino di Hollywood, Stati Uniti.

## Retroscena
Inizialmente l'evento doveva svolgersi al Ginásio do Ibirapuera di San Paolo, Brasile. Tuttavia, il 15 maggio, l'evento venne spostato al Seminole Hard Rock Hotel and Casino di Hollywood, Stati Uniti.
L'evento doveva ospitare le due finali, dei pesi leggeri e gallo, della quarta stagione del reality show The Ultimate Fighter: Brazil. In seguito, però, alcuni lottatori riscontrarono parecchi problemi nell'ottenere il visto d'ingresso per gli Stati Uniti, ciò portò alla cancellazione di molti incontri stravolgendo completamente la card. Tra questi incontri le due finali del reality show The Ultimate Fighter, che vennero posticipati all'evento UFC 190.
Come main event della card era previsto l'incontro dei pesi welter tra Rick Story e Erick Silva. Tuttavia, dopo il cambio di località, l'incontro venne spostato in secondo piano per dare spazio al match tra l'ex campione dei pesi mediomassimi Lyoto Machida e Yoel Romero. Successivamente, Silva venne rimosso dalla card a causa dei problemi dovuti al visto d'ingresso ed il suo incontro con Story venne posticipato per l'evento UFC Fight Night: Holloway vs. Oliveira.
L'incontro dei pesi massimi tra Nikita Krylov e Marcos Rogerio de Lima, che inizialmente venne organizzato per UFC Fight Night 69, avrebbe dovuto prendere parte per questo evento ma a causa dei problemi con il visto da parte di de Lima, l'incontro venne nuovamente posticipato.
L'incontro dei pesi piuma tra Rani Yahya e Masanori Kanehara venne spostato per l'evento UFC Fight Night 71, che si terrà il 15 luglio.
Chas Skelly doveva affrontare Hacran Dias, tuttavia Skelly venne rimosso dalla card per problemi di salute e rimpiazzato da Levan Makashvili.
Il match dei pesi welter tra Viscardi Andrade e Andreas Stahl venne cancellato in seguito all'infortunio subito da Stahl una settimana prima dell'evento.
Durante la verifica del peso il nuovo arrivato Lewis Gonzalez superò il limite massimo della sua categoria, andando a pesare 78,93 kg. Gonzales non eseguì un ulteriore tentativo per rientrare con il peso e venne penalizzato con la detrazione del 20% del suo stipendio.

## Risultati
|                  | Divisione              |                       |                 |                      | Metodo                                      | Round           | Tempo           | Premio          |
| Card Principale  | Card Principale        | Card Principale       | Card Principale | Card Principale      | Card Principale                             | Card Principale | Card Principale | Card Principale |
| ---------------- | ---------------------- | --------------------- | --------------- | -------------------- | ------------------------------------------- | --------------- | --------------- | --------------- |
|                  | Pesi Medi              | Yoel Romero           | batte           | Lyoto Machida        | KO (gomitate)                               | 3               | 1:38            | POTN            |
|                  | Pesi Welter            | Lorenz Larkin         | batte           | Santiago Ponzinibbio | KO Tecnico (pugni)                          | 2               | 3:07            | FOTN            |
|                  | Pesi Medi              | Antonio Carlos Junior | batte           | Eddie Gordon         | Sottomissione (rear-naked choke)            | 3               | 4:37            |                 |
|                  | Pesi Medi              | Thiago Santos         | batte           | Steve Bossé          | KO (calcio alla testa)                      | 1               | 0:29            | POTN            |
|                  | Pesi Piuma             | Hacran Dias           | batte           | Levan Makashvili     | Decisione non unanime (28-29, 29-28, 29-28) | 3               | 5:00            |                 |
| Card Preliminare |                        |                       |                 |                      |                                             |                 |                 |                 |
|                  | Pesi Welter            | Alex Oliveira         | batte           | Joe Merritt          | Decisione unanime (30-27, 30-27, 30-27)     | 3               | 5:00            |                 |
|                  | Catchweight (78,93 kg) | Leandro Silva         | batte           | Lewis Gonzalez       | Decisione unanime (29-28, 29-28, 30-27)     | 3               | 5:00            |                 |
|                  | Pesi Welter            | Tony Sims             | batte           | Steve Montgomery     | KO (pugni)                                  | 1               | 2:34            |                 |
|                  | Pesi Gallo             | Sirwan Kakai          | batte           | Danny Martinez       | Decisione unanime (30-27, 30-27, 30-27)     | 3               | 5:00            |                 |

## Premi
I lottatori premiati ricevettero un bonus di 50.000 dollari.
Legenda:
- FOTN: Fight of the Night (vengono premiati entrambi gli atleti per il miglior incontro dell'evento)
- POTN: Performance of the Night (viene premiato il vincitore per la migliore performance dell'evento)

## Incontri Annullati
|  | Divisione         |                  |        |                        | Motivo                                        |
|  | ----------------- | ---------------- | ------ | ---------------------- | --------------------------------------------- |
|  | Pesi Leggeri      | Glaico França    | contro | Fernando Bruno         | Entrambi ebbero problemi con il visto         |
|  | Pesi Gallo        | Dileno Lopes     | contro | Reginaldo Vieira       | Entrambi ebbero problemi con il visto         |
|  | Pesi Welter       | Rick Story       | contro | Erick Silva            | Silva ebbe problemi con il visto              |
|  | Pesi Mediomassimi | Nikita Krylov    | contro | Marcos Rogerio de Lima | de Lima ebbe problemi con il visto            |
|  | Pesi Piuma        | Rani Yahya       | contro | Masanori Kanehara      | L'incontro venne spostato per un altro evento |
|  | Pesi Piuma        | Chas Skelly      | contro | Hacran Dias            | Skelly ebbe problemi di salute                |
|  | Pesi Welter       | Viscardi Andrade | contro | Andreas Stahl          | Stahl subì un infortunio                      |